# Deizisau

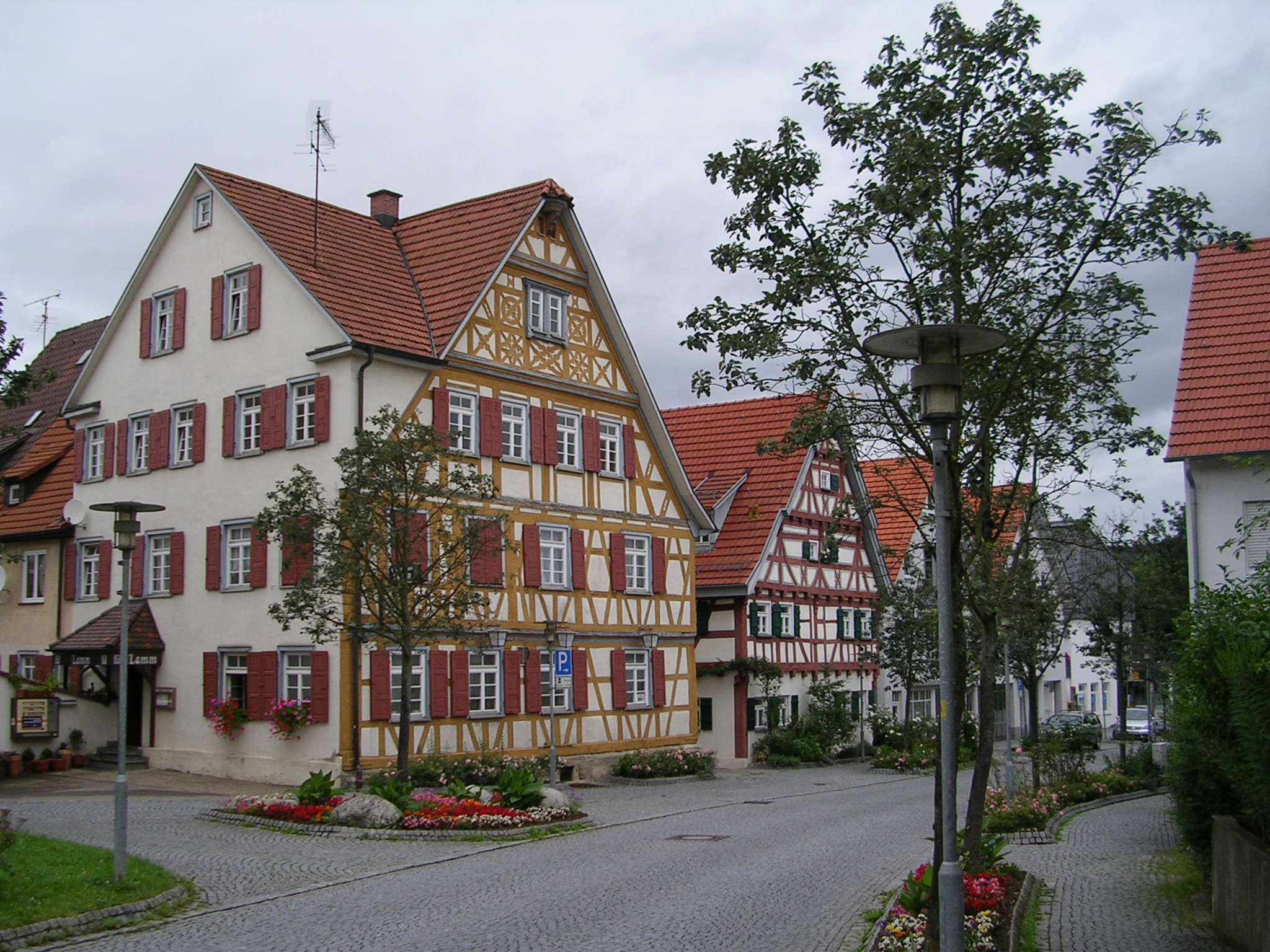
Marktstraße

Deizisau es un municipio de Alemania en el Estado Federal de Baden-Wurtemberg del Distrito de Esslingen. Se encuentra a orillas del Neckar entre Plochingen y Esslingen am Neckar.

## Geografía
Deizisau se sitúa a la orilla del Neckar, el cual sirve de límite con el municipio vecino de Altbach al norte. Otros municipios vecinos son al noreste Plochingen,al sureste Wernau, al sur Köngen, al suroeste Denkendorf y al noroeste con Esslingen am Neckar.